# Âm nhạc của Clannad
Clannad là visual novel do Key phát triển và Visual Art's phát hành năm 2004.

## Soundtrack

### Visual novel

#### Sorarado
Sorarado (ソララド)
| Track listing    | Track listing                                                    | Track listing    | Track listing                | Track listing    | Track listing |
| STT              | Nhan đề                                                          | Phổ lời          | Phổ nhạc                     | Biên khúc        | Thời lượng    |
| ---------------- | ---------------------------------------------------------------- | ---------------- | ---------------------------- | ---------------- | ------------- |
| 1.               | "The Girl's Fantasy" (少女の幻想 Shōjo no Gensō)                 | Key              | Magome Togoshi               | Takumaru         | 5:43          |
| 2.               | "Over" (オーバー Ōbā)                                            | Key              | Shinji Orito                 | Manyo            | 5:07          |
| 3.               | "Roaring Ocean" (海鳴り Uminari)                                 | Key              | Shinji Orito                 | Manyo            | 5:51          |
| 4.               | "Memories of a Distant Journey" (遠い旅の記憶 Tōi Tabi no Kioku) | Riya             | Shinji Orito                 | Takumaru         | 5:38          |
| 5.               | "Ten Thousand Places" (一万の軌跡 Ichiman no Kiseki)             | Key              | Shinji Orito, Magome Togoshi | Manyo            | 6:53          |
| 6.               | "Shining in the Sky" (空に光る Sora ni Hikaru)                   | Key              | Magome Togoshi               | Takumaru         | 5:11          |
| Tổng thời lượng: | Tổng thời lượng:                                                 | Tổng thời lượng: | Tổng thời lượng:             | Tổng thời lượng: | 34:23         |

#### Mabinogi
Mabinogi
| Track listing    | Track listing | Track listing    | Track listing |
| STT              | Nhan đề | Phổ nhạc         | Thời lượng    |
| ---------------- | --- | ---------------- | ------------- |
| 1.               | "Raise Those Cherry-blossom Blinds" (その桜簾を抜けて Sono Sakura Sudare o Nukete)                                      | Jun Maeda        | 3:31          |
| 2.               | "Run Along the Chartreuse Pavement" (萌葱色の石畳を駆ける Moegiiro no Ishidatami o Kakeru)                              | Magome Togoshi   | 6:08          |
| 3.               | "Sunflower-colored Dress Fluttering in the Wind" (風になびく向日葵色のワンピース Kaze ni Nabiku Himawariiro no Wanpīsu) | Magome Togoshi   | 3:25          |
| 4.               | "Lilac Flower Ornament on the Breast" (胸元にライラックの花飾り Munamoto ni Rairakku no Hana Kazari)                    | Shinji Orito     | 1:57          |
| 5.               | "The Warmth Left in the Palm of Your Hand" (手のひらに残る温もりは Tenohira ni Nokoru Nukumori wa)                      | Shinji Orito     | 4:42          |
| 6.               | "A New Life Reborn" (生まれ変わった新しい生命 Umarekawatta Atarashii Seimei)                                            | Jun Maeda        | 6:28          |
| 7.               | "Inside a Cradle Overflowing with Light" (光りあふれる揺りかごの中で Hikari Afureru Yurikago no Naka de)                | Shinji Orito     | 6:03          |
| 8.               | "A Small Song Passed from Mother to Child" (母から子へ受け継がれる小さな唄 Haha Kara Ko e Uketsugareru Chiisana Uta)    | Jun Maeda        | 7:29          |
| 9.               | "Mag Mell (long ver.)" (メグメル Megu Meru) (Lời bởi Riya; Biên khúc bởi Kiku; Trình bày bởi Riya)                      | Eufonius         | 4:51          |
| Tổng thời lượng: | Tổng thời lượng: | Tổng thời lượng: | 44:34         |

#### Clannad Original Soundtrack
Clannad Original Soundtrack
| Disc 1 | Disc 1                                                                                     | Disc 1         | Disc 1     |
| STT    | Nhan đề                                                                                    | Phổ nhạc       | Thời lượng |
| ------ | ------------------------------------------------------------------------------------------ | -------------- | ---------- |
| 1.     | "Ushio" (汐)                                                                               | Magome Togoshi | 1:08       |
| 2.     | "Fantasy" (幻想 Gensō)                                                                     | Magome Togoshi | 3:22       |
| 3.     | "Mag Mell" (メグメル Megu Meru) (Lời bởi Riya; Biên khúc bởi Kiku; Trình bày bởi Eufonius) | Eufonius       | 4:52       |
| 4.     | "Town, Flow of Time, People" (町、時の流れ、人 Machi, Toki no Nagare, Hito)                | Shinji Orito   | 4:28       |
| 5.     | "Nagisa" (渚)                                                                              | Jun Maeda      | 4:10       |
| 6.     | "That's Like the Wind" (それは風のように Sore wa Kaze no Yōni)                             | Shinji Orito   | 4:02       |
| 7.     | "Étude Pour les Petites Supercordes"                                                       | Magome Togoshi | 4:50       |
| 8.     | "Hurry, Starfish" (は～りぃすたーふぃしゅ Hārī Sutāfisshu)                                 | Magome Togoshi | 4:18       |
| 9.     | "Her Determination" (彼女の本気 Kanojo no Honki)                                           | Magome Togoshi | 4:06       |
| 10.    | "Tea Party in the Reference Room" (資料室のお茶会 Shiryōshitsu no Ochakai)                 | Shinji Orito   | 3:58       |
| 11.    | "Spring Breeze" (東風 Kochi)                                                               | Shinji Orito   | 3:32       |
| 12.    | "Country Lane" (田舎小径 Inaka Komichi)                                                    | Magome Togoshi | 3:16       |
| 13.    | "Meaningful Ways to Pass the Time" (有意義な時間の過ごし方 Yūigi na Jikan no Sugoshikata)  | Magome Togoshi | 3:20       |
| 14.    | "The Days' Leisure" (日々の遑 Hibi no Itoma)                                               | Shinji Orito   | 1:51       |
| 15.    | "Dumb" (ダム Damu)                                                                         | Shinji Orito   | 4:56       |
| 16.    | "A Pair of Idiots" (馬鹿ふたり Baka Futari)                                                | Shinji Orito   | 2:28       |
| 17.    | "Reduce to Ashes" (灰燼に帰す Kaijin ni Kaesu)                                             | Shinji Orito   | 3:40       |
| 18.    | "Existence" (存在 Sonzai)                                                                  | Magome Togoshi | 2:25       |
| 19.    | "Phase of the Moon" (月の位相 Tsuki no Isō)                                                | Shinji Orito   | 3:52       |
| 20.    | "Incessant" (無間 Muken)                                                                   | Shinji Orito   | 3:52       |

| Disc 2 | Disc 2 | Disc 2         | Disc 2     |
| STT    | Nhan đề | Phổ nhạc       | Thời lượng |
| ------ | --- | -------------- | ---------- |
| 1.     | "Snowfield" (雪野原 Yuki Nohara)                                                                                       | Shinji Orito   | 5:11       |
| 2.     | "Roaring Tide" (潮鳴り Shionari)                                                                                       | Shinji Orito   | 2:37       |
| 3.     | "Roaring Tide II" (潮鳴り Shionari)                                                                                    | Shinji Orito   | 4:15       |
| 4.     | "TOE" | Magome Togoshi | 2:44       |
| 5.     | "To the Same Heights" (同じ高みへ Onaji Takami e)                                                                      | Jun Maeda      | 1:59       |
| 6.     | "The Place Where Wishes Come True" (願いが叶う場所 Negai ga Kanau Basho)                                               | Jun Maeda      | 2:49       |
| 7.     | "Shining in the Sky" (空に光る Sora ni Hikaru)                                                                         | Magome Togoshi | 5:08       |
| 8.     | "-Two Shadows-" (－影二つ－ -Kage Futatsu-) (Lời bởi Kai; Biên khúc bởi Magome Togoshi; Trình bày bởi Riya)            | Magome Togoshi | 5:37       |
| 9.     | "White Clovers" (白詰草 Shirotsumekusa)                                                                                | Shinji Orito   | 3:44       |
| 10.    | "Distant Years -piano-" (遥かな年月 Haruka na Toshitsuki)                                                              | Jun Maeda      | 1:56       |
| 11.    | "Summertime" (夏時間 Natsu Jikan)                                                                                      | Magome Togoshi | 2:44       |
| 12.    | "Distant Years" (遥かな年月 Haruka na Toshitsuki)                                                                      | Jun Maeda      | 4:34       |
| 13.    | "Country Train" (カントリートレイン Kantorī Torein)                                                                    | Jun Maeda      | 2:54       |
| 14.    | "The Place Where Wishes Come True II" (願いが叶う場所 Negai ga Kanau Basho)                                            | Jun Maeda      | 4:08       |
| 15.    | "Ana" (Lời bởi Yū Hagiwara; Biên khúc bởi Magome Togoshi; Trình bày bởi Lia)                                           | Traditional    | 5:46       |
| 16.    | "Nagisa: Parting at the Foot of the Hill" (渚～坂の下の別れ Nagisa~Saka no Shita no Wakare)                            | Jun Maeda      | 3:54       |
| 17.    | "Small Palms" (小さなてのひら Chiisana Tenohira) (Lời bởi Jun Maeda; Biên khúc bởi Magome Togoshi; Trình bày bởi Riya) | Jun Maeda      | 4:44       |

| Disc 3           | Disc 3 | Disc 3           | Disc 3     |
| STT              | Nhan đề | Phổ nhạc         | Thời lượng |
| ---------------- | --- | ---------------- | ---------- |
| 1.               | "Fantasy II" (幻想 Gensō)                                                                                                 | Magome Togoshi   | 1:54       |
| 2.               | "Spring Breeze -afternoon-" (東風 Kochi)                                                                                  | Shinji Orito     | 3:33       |
| 3.               | "Spring Breeze -tempo up-" (東風 Kochi)                                                                                   | Shinji Orito     | 3:04       |
| 4.               | "Spring Breeze -piano-" (東風 Kochi)                                                                                      | Shinji Orito     | 1:45       |
| 5.               | "Meaningful Ways to Pass the Time -guitar-" (有意義な時間の過ごし方 Yūigi na Jikan no Sugoshikata)                        | Magome Togoshi   | 3:21       |
| 6.               | "Meaningful Ways to Pass the Time -sax-" (有意義な時間の過ごし方 Yūigi na Jikan no Sugoshikata)                           | Magome Togoshi   | 3:22       |
| 7.               | "Existence -e.piano-" (存在 Sonzai)                                                                                       | Magome Togoshi   | 2:24       |
| 8.               | "Existence -piano-" (存在 Sonzai)                                                                                         | Magome Togoshi   | 2:27       |
| 9.               | "Mag Mell -cockool mix- (full ver.)" (メグメル Megu Meru) (Lời bởi Riya; Biên khúc bởi Eufonius; Trình bày bởi Eufonius)  | Eufonius         | 4:27       |
| 10.              | "Mag Mell (short ver.)" (メグメル Megu Meru) (Lời bởi Riya; Biên khúc bởi Kiku; Trình bày bởi Eufonius)                   | Eufonius         | 2:40       |
| 11.              | "Mag Mell -cockool mix- (short ver.)" (メグメル Megu Meru) (Lời bởi Riya; Biên khúc bởi Eufonius; Trình bày bởi Eufonius) | Eufonius         | 2:39       |
| 12.              | "-Two Shadows- (short ver.)" (－影二つ－ -Kage Futatsu-) (Lời bởi Kai; Biên khúc bởi Magome Togoshi; Trình bày bởi Riya)  | Magome Togoshi   | 2:34       |
| 13.              | "Ana (short ver.)" (Lời bởi Yū Hagiwara; Biên khúc bởi Magome Togoshi; Trình bày bởi Lia)                                 | Traditional      | 5:25       |
| 14.              | "Ana (full ver.)" (Lời bởi Yū Hagiwara; Biên khúc bởi Magome Togoshi; Trình bày bởi Lia)                                  | Traditional      | 8:24       |
| 15.              | "Mag Mell (off vocal ver.)" (メグメル Megu Meru) (Biên khúc bởi Kiku)                                                     | Eufonius         | 4:51       |
| 16.              | "Small Palms (off vocal ver.)" (小さなてのひら Chiisana Tenohira) (Biên khúc bởi Magome Togoshi)                          | Jun Maeda        | 4:40       |
| 17.              | "-Two Shadows- (off vocal ver.)" (－影二つ－ -Kage Futatsu-) (Biên khúc bởi Magome Togoshi)                               | Magome Togoshi   | 5:36       |
| 18.              | "Unused Track 1" (未使用曲 1 Mishiyō Kyoku 1)                                                                             | Shinji Orito     | 3:31       |
| 19.              | "Unused Track 2" (未使用曲 2 Mishiyō Kyoku 2)                                                                             | Magome Togoshi   | 2:21       |
| Tổng thời lượng: | Tổng thời lượng: | Tổng thời lượng: | 207:08     |

#### Sorarado Append
Sorarado Append (ソララドアペンド Sorarado Apendo)
Tất cả lời bài hát được viết bởi Key.
| Track listing    | Track listing                                               | Track listing    | Track listing    | Track listing |
| STT              | Nhan đề                                                     | Phổ nhạc         | Biên khúc        | Thời lượng    |
| ---------------- | ----------------------------------------------------------- | ---------------- | ---------------- | ------------- |
| 1.               | "Same Height" (同じ高み Onaji Takami')                      | Jun Maeda        | Manyo            | 4:53          |
| 2.               | "Maiden of the Wind" (風の少女 Kaze no Shōjo)               | Magome Togoshi   | Manyo            | 3:50          |
| 3.               | "Cherry Blossom Petal" (ひとひらの桜 Hitohira no Sakura)    | Jun Maeda        | Takumaru         | 6:30          |
| 4.               | "Sunbeams Streaming Through the Leaves" (木漏れ日 Komorebi) | Magome Togoshi   | Takumaru         | 4:00          |
| Tổng thời lượng: | Tổng thời lượng:                                            | Tổng thời lượng: | Tổng thời lượng: | 19:13         |

#### -Memento-
-Memento-
| Disc 1 | Disc 1 | Disc 1         | Disc 1         | Disc 1     |
| STT    | Nhan đề | Phổ nhạc       | Biên khúc      | Thời lượng |
| ------ | --- | -------------- | -------------- | ---------- |
| 1.     | "Mag Mell" (メグメル Megu Meru) (Lời bởi Riya; Trình bày bởi Eufonius)                                         | Eufonius       | Shinji Hosoe   | 6:10       |
| 2.     | "Hurry Starfish -PaPiPuPe Mix-" (は～りぃすたーふぃっしゅ Hārī Sutāfisshu)                                     | Magome Togoshi | Manack         | 5:15       |
| 3.     | "To the Same Heights" (同じ高みへ Onaji Takami e)                                                              | Jun Maeda      | Shinji Orito   | 5:41       |
| 4.     | "A Pair of Idiots" (馬鹿ふたり Baka Futari)                                                                    | Shinji Orito   | Magome Togoshi | 5:29       |
| 5.     | "Phase of the Moon" (月の位相 Tsuki no Isō)                                                                    | Shinji Orito   | Jun.A          | 4:25       |
| 6.     | "Snowfield" (雪野原 Yuki Nohara)                                                                               | Shinji Orito   | ZTS            | 9:08       |
| 7.     | "-Two Shadows- -MintJam Mix-" (－影二つ－ -Kage Futatsu-) (Lời bởi Kai; Trình bày bởi Riya)                    | Magome Togoshi | MintJam        | 5:20       |
| 8.     | "Ana" (Lời bởi Yū Hagiwara; Trình bày bởi Lia)                                                                 | Traditional    | Soshi Hosoi    | 6:21       |
| 9.     | "Nagisa: Parting at the Foot of the Hill Warm Piano Arrange" (渚～坂の下の別れ Nagisa~Saka no Shita no Wakare) | Jun Maeda      | Tabibito       | 4:14       |
| 10.    | "Small Palms -new seasons mix-" (小さなてのひら Chiisana Tenohira) (Lời bởi Jun Maeda; Trình bày bởi Riya)     | Jun Maeda      | bermei.inazawa | 4:27       |

| Disc 2           | Disc 2                                                                                    | Disc 2           | Disc 2            | Disc 2     |
| STT              | Nhan đề                                                                                   | Phổ nhạc         | Biên khúc         | Thời lượng |
| ---------------- | ----------------------------------------------------------------------------------------- | ---------------- | ----------------- | ---------- |
| 1.               | "Ushio" (汐)                                                                              | Magome Togoshi   | Lians             | 4:24       |
| 2.               | "That's Like the Wind" (それは風のように Sore wa Kaze no Yōni)                            | Shinji Orito     | Toshihiko Inoue   | 4:21       |
| 3.               | "Meaningful Ways to Pass the Time" (有意義な時間の過ごし方 Yūigi na Jikan no Sugoshikata) | Magome Togoshi   | Kotono            | 3:19       |
| 4.               | "Tea Party in the Reference Room GMBP2004MIX" (資料室のお茶会 Shiryōshitsu no Ochakai)    | Shinji Orito     | GMBP              | 4:24       |
| 5.               | "Reduce to Ashes" (灰燼に帰す Kaijin ni Kaesu)                                            | Shinji Orito     | Kazuhiko Shimochi | 5:28       |
| 6.               | "Shining in the Sky" (空に光る Sora ni Hikaru)                                            | Magome Togoshi   | OdiakeS           | 4:13       |
| 7.               | "Song of the Cherry Blossoms" (桜抒曲 Sakura Jokyoku) (Trình bày bởi Riya)                | Jun Maeda        |                   | 10:20      |
| Tổng thời lượng: | Tổng thời lượng:                                                                          | Tổng thời lượng: | Tổng thời lượng:  | 92:59      |

#### Piano no Mori
Piano no Mori (ピアノの森)
| Track listing    | Track listing                                     | Track listing                               | Track listing |
| STT              | Nhan đề                                           | Phổ nhạc                                    | Thời lượng    |
| ---------------- | ------------------------------------------------- | ------------------------------------------- | ------------- |
| 1.               | "To the Same Heights" (同じ高みへ Onaji Takami e) | Jun Maeda                                   | 3:54          |
| 2.               | "Mag Mell" (メグメル Megumeru)                    | Eufonius                                    | 4:53          |
| 3.               | "White Clovers" (白詰草 Shirotsumekusa)           | Magome Togoshi                              | 5:07          |
| 4.               | "Small Palms" (小さなてのひら Chiisana Tenohira)  | Jun Maeda                                   | 4:41          |
| 5.               | "-Two Shadows-" (-影二つ- -Kage Futatsu-)         | Magome Togoshi                              | 5:12          |
| 6.               | "Dear Old Home"                                   | Shinji Orito                                | 4:44          |
| 7.               | "Rivulet"                                         | Shinji Orito                                | 5:38          |
| 8.               | "Worth Living"                                    | Shinji Orito (originally by Magome Togoshi) | 6:14          |
| 9.               | "Harmony With Sorrow"                             | Jun Maeda (originally by Shinji Orito)      | 7:30          |
| 10.              | "Love Song"                                       | Magome Togoshi (originally by Jun Maeda)    | 6:51          |
| Tổng thời lượng: | Tổng thời lượng:                                  | Tổng thời lượng:                            | 54:44         |

### Anime

#### Mag Mell
"Mag Mell ~frequency⇒e Ver.~" (メグメル ～frequency⇒e Ver.～ Megu Meru ~frequency⇒e Ver.~)
Tất cả lời bài hát được viết bởi Riya; tất cả nhạc phẩm được soạn bởi Eufonius.
| Track listing    | Track listing                                                  | Track listing |
| STT              | Nhan đề                                                        | Thời lượng    |
| ---------------- | -------------------------------------------------------------- | ------------- |
| 1.               | "Mag Mell ~frequency⇒e Ver.~" (メグメル Megu Meru)             | 4:55          |
| 2.               | "Marmelo ~fildychrom~ (short Ver.)" (マルメロ Marumero)        | 1:34          |
| 3.               | "Mag Mell ~frequency⇒e Ver.~ (off vocal)" (メグメル Megu Meru) | 4:55          |
| Tổng thời lượng: | Tổng thời lượng:                                               | 11:24         |

#### Yakusoku
"Yakusoku" (約束 lit. "Promise")
| Track listing    | Track listing | Track listing |
| STT              | Nhan đề | Thời lượng    |
| ---------------- | --- | ------------- |
| 1.               | "Promise" (約束 Yakusoku)                                                                                         | 4:32          |
| 2.               | "Nagisa's Theme (From the film version BGM)" (渚のテーマ（劇場版ＢＧＭより） Nagisa no Tēma (Gekijōban BGM yori)) | 0:49          |
| 3.               | "Nagisa (From the film version BGM)" (渚（劇場版ＢＧＭより） Nagisa (Gekijōban BGM yori))                         | 1:54          |
| 4.               | "Promise" (off vocal)" (約束 Yakusoku)                                                                            | 4:31          |
| Tổng thời lượng: | Tổng thời lượng:                                                                                                  | 11:46         |

#### Mag Mell / Dango Daikazoku
"Mag Mell / Dango Daikazoku" (メグメル／だんご大家族 Megu Meru / Dango Daikazoku)
| Track listing    | Track listing | Track listing    | Track listing    | Track listing |
| STT              | Nhan đề | Phổ nhạc         | Biên khúc        | Thời lượng    |
| ---------------- | --- | ---------------- | ---------------- | ------------- |
| 1.               | "Mag Mell ~cuckool mix 2007~" (メグメル Megu Meru) (Lời bởi Riya; Trình bày bởi Eufonius)                          | Eufonius         | Hajime Kikuchi   | 4:41          |
| 2.               | "The Big Dango Family" (だんご大家族 Dango Daikazoku) (Lời bởi Jun Maeda; Trình bày bởi Chata)                     | Jun Maeda        | Takumaru         | 4:32          |
| 3.               | "Mag Mell ~cuckool mix 2007~ -TV animation Ver.-" (メグメル Megu Meru) (Lời bởi Riya; Trình bày bởi Eufonius)      | Eufonius         | Hajime Kikuchi   | 1:31          |
| 4.               | "The Big Dango Family -TV animation Ver.-" (だんご大家族 Dango Daikazoku) (Lời bởi Jun Maeda; Trình bày bởi Chata) | Jun Maeda        | Takumaru         | 1:28          |
| 5.               | "Mag Mell ~cuckool mix 2007~ -off vocal ver.-" (メグメル Megu Meru)                                                | Eufonius         | Hajime Kikuchi   | 4:41          |
| 6.               | "The Big Dango Family -off vocal ver.-" (だんご大家族 Dango Daikazoku)                                             | Jun Maeda        | Takumaru         | 4:32          |
| 7.               | "The Girl's Fantasy ZTS Remix" (少女の幻想 Shōjo no Gensō) (Lời bởi Key; Trình bày bởi Riya)                       | Magome Togoshi   | ZTS              | 10:55         |
| Tổng thời lượng: | Tổng thời lượng:                                                                                                   | Tổng thời lượng: | Tổng thời lượng: | 32:20         |

#### Clannad Film Soundtrack
"Mag Mell / Dango Daikazoku" (メグメル／だんご大家族 Megu Meru / Dango Daikazoku)
Tất cả các ca khúc được viết bởi Yoshichika Inomata, except where noted.
| Track listing    | Track listing | Track listing |
| STT              | Nhan đề | Thời lượng    |
| ---------------- | --- | ------------- |
| 1.               | "Dango Dango Dango" (だんご だんご だんご) | 1:53          |
| 2.               | "Tomoya's Dream" (朋也の夢 Tomoya no Yume) | 0:59          |
| 3.               | "Cheered-up Nagisa" (元気になった渚 Genki ni Natta Nagisa) | 1:03          |
| 4.               | "Bread Buying Competition" (パン買い競争 Pan Kai Kyōsō) | 0:39          |
| 5.               | "Friendship" (友情 Yūjō) | 0:43          |
| 6.               | "Nagisa" (渚) | 1:54          |
| 7.               | "Burning with Wishes" (希望に燃えて Kibō ni Moete) | 0:46          |
| 8.               | "Intimate Family" (仲良し家族 Nakayoshi Kazoku) | 0:43          |
| 9.               | "A Talk about Dreams" (夢の話 Yume no Hanashi) | 2:04          |
| 10.              | "Souvenir Photograph" (記念写真 Kinenshashin) | 0:25          |
| 11.              | "At the Beach" (海辺にて Umibe nite) | 1:05          |
| 12.              | "Incident" (事件 Jiken) | 0:42          |
| 13.              | "Something Changes..." (なにかが変わる… Nanika ga Kawaru...)                                                                                                  | 1:34          |
| 14.              | "Marching Band" (マーチングバンド Māchingu Bando) | 1:33          |
| 15.              | "A Fun Founder's Festival" (楽しい創立祭 Tanoshii Sōritsusai)                                                                                                 | 1:50          |
| 16.              | "Nagisa's Enthusiastic Performance!" (渚熱演! Nagisa Netsuen!)                                                                                                | 2:33          |
| 17.              | "Dancing Nagisa" (踊る渚 Odoru Nagisa) | 0:48          |
| 18.              | "I Love You" (お前が好き Omae ga Suki) | 1:26          |
| 19.              | "Nagisa's Death" (渚の死 Nagisa no Shi) | 1:59          |
| 20.              | "Father's Words" (父の言葉 Chichi no Kotoba) | 1:09          |
| 21.              | "Yoshino's Band" (芳野バンド Yoshino Bando) | 1:04          |
| 22.              | "Reunion with Ushio" (汐と再会 Ushio to Saikai) | 1:39          |
| 23.              | "Mag Mell ~frequency⇒e Ver.~" (メグメル Megu Meru) (Lời bởi Riya; Soạn nhạc bởi Eufonius; Biên khúc bởi Eufonius; Trình bày bởi Eufonius)                     | 4:56          |
| 24.              | "Marmelo ~fildychrom~" (マルメロ Marumero) (Lời bởi Riya; Soạn nhạc bởi Eufonius; Biên khúc bởi Eufonius; Trình bày bởi Eufonius)                             | 3:48          |
| 25.              | "Marmelo" ~fildychrom~ La la la Ver." (マルメロ Marumero) (Lời bởi Riya; Soạn nhạc bởi Eufonius; Biên khúc bởi Eufonius; Trình bày bởi Eufonius)              | 3:48          |
| 26.              | "Small Palms ~Eufonius Ver.~" (小さな手のひら Chiisana Tenohira) (Lời bởi Jun Maeda; Soạn nhạc bởi Jun Maeda; Biên khúc bởi Eufonius; Trình bày bởi Eufonius) | 4:27          |
| 27.              | "Promise" (約束 Yakusoku) (Trình bày bởi Lia) | 4:31          |
| Tổng thời lượng: | Tổng thời lượng: | 50:01         |

#### Toki o Kizamu Uta / Torch
"Toki o Kizamu Uta (時を刻む唄) / Torch"
| Track listing    | Track listing                                                                                     | Track listing    | Track listing    | Track listing |
| STT              | Nhan đề                                                                                           | Phổ nhạc         | Biên khúc        | Thời lượng    |
| ---------------- | ------------------------------------------------------------------------------------------------- | ---------------- | ---------------- | ------------- |
| 1.               | "A Song to Pass the Time" (時を刻む唄 Toki o Kizamu Uta) (Lời bởi Jun Maeda)                      | Jun Maeda        | Anant-Garde Eyes | 4:51          |
| 2.               | "Torch" (Lời bởi Kai)                                                                             | Shinji Orito     | Kentarō Fukushi  | 5:05          |
| 3.               | "A Song to Pass the Time" -TV animation Ver.-" (時を刻む唄 Toki o Kizamu Uta) (Lời bởi Jun Maeda) | Jun Maeda        | Anant-Garde Eyes | 1:31          |
| 4.               | "Torch -TV animation Ver.-" (Lời bởi Kai)                                                         | Shinji Orito     | Kentarō Fukushi  | 1:31          |
| 5.               | "A Song to Pass the Time -off vocal ver.-" (時を刻む唄 Toki o Kizamu Uta)                         | Jun Maeda        | Anant-Garde Eyes | 4:51          |
| 6.               | "Torch -off vocal ver.-"                                                                          | Shinji Orito     | Kentarō Fukushi  | 5:05          |
| Tổng thời lượng: | Tổng thời lượng:                                                                                  | Tổng thời lượng: | Tổng thời lượng: | 22:54         |

#### "Toki o Kizamu Uta / Torch" Piano Arrange Disc
"Toki o Kizamu Uta / Torch" Piano Arrange Disc
| Track listing    | Track listing                                            | Track listing    | Track listing    | Track listing |
| STT              | Nhan đề                                                  | Phổ nhạc         | Biên khúc        | Thời lượng    |
| ---------------- | -------------------------------------------------------- | ---------------- | ---------------- | ------------- |
| 1.               | "A Song to Pass the Time" (時を刻む唄 Toki o Kizamu Uta) | Jun Maeda        | Ryō Mizutsuki    | 6:14          |
| 2.               | "Torch"                                                  | Shinji Orito     | Ryō Mizutsuki    | 4:38          |
| Tổng thời lượng: | Tổng thời lượng:                                         | Tổng thời lượng: | Tổng thời lượng: | 10:52         |

## Bảng xếp hạng
| Album                        | Ngày phát hành       | Nhãn                              | Định dạng | Bảng xếp hạng Oricon | Bảng xếp hạng Oricon |
| Album                        | Ngày phát hành       | Nhãn                              | Định dạng | Tuần                 | Vị trí cao nhất      |
| ---------------------------- | -------------------- | --------------------------------- | --------- | -------------------- | -------------------- |
| Clannad Original Soundtrack  | 13 tháng 8 năm 2004  | Key Sounds Label (KSLA-0012—0014) | CD        | 1                    | 101                  |
| "Mag Mell / Dango Daikazoku" | 26 tháng 10 năm 2007 | Key Sounds Label (KSLA-0036)      | CD        | 19                   | 18                   |
| Clannad Film Soundtrack      | 21 tháng 11 năm 2007 | Frontier Works (FCCM-0198)        | CD        | 1                    | 197                  |
| "Toki o Kizamu Uta / Torch"  | 14 tháng 11 năm 2008 | Key Sounds Label (KSLA-0044)      | CD        | 11                   | 13                   |